# 20-N
20-N ou 20N est un numéronyme désignant en Espagne le 20 novembre, jour anniversaire de la mort de José Antonio Primo de Rivera et de Francisco Franco (en 1936 et 1975 respectivement). Cette date est commémorée par des organisations et personnes proches ou sympathisants du franquisme. La commémoration a lieu dans les jours proches de l'anniversaire, généralement le week-end précédent ou suivant.

## Le 20 novembre sous le régime franquiste (1936-1975)
Le 20 novembre 1936, au début de la guerre d'Espagne, José Antonio Primo de Rivera, fondateur de la Phalange espagnole, est fusillé à Alicante. Par la suite, la propagande du régime franquiste fait de Primo de Rivera, qui à l'époque est appelé simplement « José Antonio », un martyr précurseur de sa cause. Le 20 novembre devient officiellement le « Jour de la Douleur ». Cependant, le numéronyme 20-N n'est pas utilisé pour désigner cette journée de commémoration.

## Mort de Franco et initiation du 20-N
Le 20 novembre 1975 meurt Francisco Franco. La coïncidence avec la date de la mort de José Antonio Primo de Rivera fait du 20 novembre la date choisie par les nostalgiques du régime franquiste pour manifester.
À l'occasion du premier anniversaire de sa mort, le 20 novembre 1976, des funérailles officielles ont lieu dans la Valle de los Caídos, présidées par le roi et la reine d'Espagne, Juan Carlos Ier et Sophie de Grèce, auxquelles participent des membres du gouvernement, des membres de la haute hiérarchie des différentes institutions civiles et militaires et du secrétariat général du Movimiento Nacional, ainsi qu'un millier de dirigeants et officiers des trois armées. Lors des funérailles, les honneurs militaires lui sont rendus. Ce même jour dans l'après-midi, de nouvelles obsèques, cette fois organisées par la Fondation nationale Francisco Franco, ont lieu au même endroit, réunissant plusieurs dizaines de milliers de participants, 50 000 selon les organisateurs.
Cependant, le premier véritable « 20-N » est un rassemblement organisé sur la place de l'Orient à Madrid, à la suite de l'appel de la Confédération nationale des anciens combattants (es), qui a également le soutien du parti néo-franquiste Fuerza Nueva. Sur les tracts distribués dans toute la capitale, appelant à rendre hommage à Franco, est écrit le manifeste suivant:

« ESPAGNOL !!
Le 20 novembre 1975, Franco nous a offert son dernier message :
Il nous a demandé l'unité, la persévérance dans la justice, la compréhension commune et l'amour pour l'Espagne.
Le 20 novembre 1976, nous irons sur la place de l'Orient pour proclamer au monde que les Espagnols n'oublient pas ce mandat.
En mémoire du défunt Caudillo, rejoignez-nous.
Pour l'Espagne, en avant !!
 13h30.
Confédération nationale des combattants. »

Dans le reste du pays, de nombreux événements organisés par les autorités ou les sections phalangistes ont lieu, principalement des funérailles et des messes. À Bilbao et à Barcelone au moins, de petites manifestations suivent les cérémonies religieuses.
Dans les années qui suivent, tous les rassemblements du « 20-N » se déroulent à nouveau sur la place de l'Orient, dans l'espoir de former un mouvement néo-franquiste qui rassemblerait tous ceux qui continuent à soutenir « l'héritage de Franco ». C'est ce que déclare à son propos l'ancien ministre et phalangiste José Antonio Girón de Velasco, président de la Confédération nationale des ex-combattants qui appelle au premier rassemblement du  « 20-N » : « Les vibrations que représente l'invocation de son nom, les files d'attente interminables devant son cadavre... ce ne sont pas des quotas résiduels, mais une force potentielle incalculable. ». Selon José Luis Rodríguez Jiménez, les partis et organisations néo-franquistes, comme la Fuerza Nueva ainsi que la Confédération, et les néofascistes, comme la Falange Española de las JONS, la Phalange espagnole indépendante ou les Cercles José Antonio, « ont conçu ces rassemblement comme une occasion d'exprimer leur rejet du régime démocratique [...] ainsi que d'obtenir le plus grand impact possible sur l'opinion publique et de transmettre leur soutien aux militaires involutionnistes qui cherchaient des arguments pour leurs projets de coup d'État ».
Même si le nombre exact de manifestants lors de ces rassemblements fait débat, la participation est très importante jusqu'en 1982. Ainsi, le « 20-N » de 1980 rassemble 350 000 personnes selon la police et plus d'un million selon les organisateurs. Selon José Luis Rodríguez Jiménez, ceux qui assistent à ces événements sont en grande partie issus du milieu du « franquisme sociologique »[pas clair], mais beaucoup d'entre eux n'ont pas voté pour des partis néo-franquistes ou néofascistes mais pour le parti de droite Alliance populaire et pour certains, bien que dans une moindre mesure, pour l'Union du centre démocratique.
À partir de 1982, le « 20-N » devient l'occasion pour les nostalgiques du régime franquiste, les phalangistes et autres groupes d'extrême droite d'exprimer leur opposition à la démocratie. Après la tentative ratée de coup d'État du 23 février 1981, connue sous le numéronyme de 23-F, les rassemblements « 20-N » leur permettent également d'exprimer leur soutien aux putschistes emprisonnés. Les événements ont généralement lieu le dimanche le plus proche du 20 novembre. Entre 1984 et 1992, n'étant pas autorisés à se rassembler sur la place de l'Orient, les manifestants se réunissent sur la place San Juan de la Cruz, devant la statue équestre de Francisco Franco. En 1986, la manifestation organisée à Madrid le 23 novembre rassemble environ 100 000 participants.

## Évolution du 20-N à partir des années 1980
Dans les années 1980, avec la disparition du parti Fuerza Nueva, les commémorations du 20-N se réduisent à des groupes très minoritaires liés à l'extrême droite ultranationaliste espagnole. 
Des assassinats sont également commis le 20 novembre dans les années 1980 et 1990, comme celui du nationaliste basque Santiago Brouard en 1984 ou de Jusu Muguruza en 1989. Le 20 novembre 1992, une fusillade vise un groupe d'immigrés et tue Lucrecia Pérez, une immigrée dominicaine.
En réaction aux manifestations et événements d'extrême droite, des contre-manifestations et d'autres événements organisés par des groupes de gauche ont lieu à la même date, le 20 novembre. L'événement central est généralement une manifestation à Madrid qui se termine devant la faculté de droit de l'université complutense de Madrid, dans la cité universitaire de Madrid où, durant les dernières années de la dictature de Franco, les étudiants du Sindicato Español Universitario affrontent d'autres organisations d'extrême gauche.
Dans les premières années du XXIe siècle, des altercations et des heurts ont lieu en marge de la manifestation, liés à la confrontation entre des groupes d'affiliations politiques opposées. Le 20-N est particulièrement tendu en 2007, en raison de l'assassinat quelques jours auparavant de Carlos Javier Palomino. Mineur et membre d'un groupe antifasciste, il participait à une contre-manifestation d'opposition à un rassemblement anti-immigration organisé par le groupe d'extrême droite xénophobe Démocratie nationale. Au cours de l'événement, il est poignardé dans la gare de Legazpi, à Madrid, par Josué Estabanez, un militaire néo-nazi qui assistait à la manifestation du parti d'extrême droite. Lorsqu'il rend son verdict en 2009, le tribunal déclare que le meurtre a été motivé par des raisons idéologiques.  
En 2007, l'un des événements centraux des commémorations du 20-N rassemble moins de cinq cents personnes sur la place de l'Orient.